# Franciszek (woda mineralna)
Franciszek – naturalna lecznicza woda mineralna (szczawa wodorowęglanowo-chlorkowo-sodowa-bromkowo-jodkowa) wydobywana w Wysowej-Zdroju z głębokości 50m, ze źródła o tej samej nazwie (ujęcie W-14). Nazwa wody pochodzi od nefrologa, profesora Śląskiej Akademii Medycznej – Franciszka Kokota. Właścicielem marki jest Uzdrowisko Wysowa S.A..

## Skład mineralny
Najważniejsze składniki występujące we Franciszku:
| Nazwa           | Wzór chemiczny | Zawartość [mg/l] |
| Aniony          | Aniony         | Aniony           |
| --------------- | -------------- | ---------------- |
| wodorowęglanowy | HCO3-          | 7853             |
| chlorkowy       | Cl-            | 2162,9           |
| siarczanowy     | SO42-          | 11,7             |
| bromkowy        | Br-            | 10,5             |
| jodkowy         | I-             | 2,9              |
| fluorkowy       | F-             | 0,56             |
| Kationy         |                |                  |
| sodowy          | Na+            | 4040             |
| wapniowy        | Ca2+           | 176,4            |
| potasowy        | K+             | 80,8             |
| magnezowy       | Mg2+           | 19,6             |
| litowy          | Li+            | 2,5              |

Suma składników stałych wynosi 14814,3 mg/dm3.
Woda jest nasycona dwutlenkiem węgla pochodzącym z procesów pomagmowych związanych z wypiętrzaniem Karpat.

## Zastosowanie
Franciszek polecany jest w następujących chorobach:
- choroba wrzodowa żołądka
- choroba wrzodowa dwunastnicy
- nadkwasota
- nieżyt żołądka i dwunastnicy
- schorzenia pęcherzyka żółciowego i dróg żółciowych
- zaparcia
- łagodzi objawy nadużycia alkoholu.

Przeciwwskazania:
- nadciśnienie,
- choroby tarczycy.

## Dostępność
Woda mineralna Franciszek sprzedawana jest bezpośrednio ze źródła w Pijalni Wód Mineralnych w Wysowej-Zdroju oraz w sklepach w następujących opakowaniach:
- butelka 0,33 l
- butelka PET 0,5 l
- karton 5 l.